# Wybo Veldman
Pour les articles homonymes, voir Veldman.
Wybo Veldman, né le 21 octobre 1946 à Padang, est un rameur d'aviron néo-zélandais.

## Carrière
Aux Jeux de 1972 de Munich, il est sacré champion olympique en huit. Il remporte également une médaille de bronze lors des Championnats du monde en 1970.

## Liens exrenes
- Ressources relatives au sport :   - CIO
  - Comité olympique de Nouvelle-Zélande
  - Fédération internationale des sociétés d'aviron
  - Olympedia